# Птах-носоріг індійський
Птах-носоріг індійський (Anthracoceros coronatus) — вид птахів родини птахів-носорогів (Bucerotidae).

## Поширення
Вид поширений в центральній та південній частині Індії та на Шрі-Ланці. Мешкає у відкритих вологих широколистяних і вічнозелених лісах, особливо в горбистих місцевостях і прибережних районах.

## Опис
Птах завдовжки до 65 см. У самця дзьоб має від 17,1 до 22,1 см, а у самиці він трохи менший, від 15,4 до 18,9 см.
У самця голова, шия, верхня частина грудей, спина і крила чорні і мають синьо-зеленуватий відтінок. Нижня частина грудей, стегна, живіт і нижня поверхня криючих крил білих кольорів. Махові, за винятком двох найбільш зовнішніх, чорні з білим кінчиком. Хвіст переважно білий: лише центральна пара кермових чорна і виступає на 2,5-4 см від інших. Зовнішні кермові мають чорні малюнки, які відрізняються у різних особин. Шолом дуже великий і має форму сокири. Починається над чолом і закінчується перед кінчиком дзьоба. Він варіюється за кольором від кремового до жовтого і має велику чорну пляму, що простягається до кінчика; на спині є ще одна чорна пляма. Розмір чорної плями на кінчику шолома змінюється в індивідуальному порядку і збільшується з віком. З іншого боку, трохи вигнутий дзьоб має колір від рогового до темно-жовтого. Біля основи дзьоба є чорна пляма. Неоперена шкіра навколо очей чорно-блакитного кольору, а горло — тілесного. Повіки чорні. Колір очей варіюється від червоного до червонувато-помаранчевого, ноги і ступні зеленувато-сірі.
За забарвленням оперення самиці схожі на самців, але в цілому вони трохи менші. Співвідношення розмірів між шоломом і дзьобом таке ж, як у самця. У самиці, однак, чорна пляма на задній частині шолома відсутня, а чорна пляма на його кінці, як правило, трохи менша. Шкіра навколо ока біла, шкіра на горлі тілесного кольору, очі карі.